# Fabijana
Fabijana (lat. Fabiana) je biljni rod iz porodice pomoćnica smješten u tribus Petunieae, dio novopriznate potporodice Petunioideae. Sastoji se od 16 južnoameričkih vrsta vazdazelenih polugrmova i grmova.
Opisan je u Florae Peruvianae, et Chilensis Prodromus 22. 1794.

## Opis
Rod Fabiana je endem Južne Amerike, rasprostranjena u južnom Peruu, Boliviji, Čileu i Argentini, s 15 vrsta grmlja prilagođenih visokim andskim pustinjama Puna, Prepuna, Monte i Patagonija, rastu od razine mora do 4900 m nadmorske visine u pješčanim tlima, kamenita tla vrlo niske plodnosti, niske organske tvari i promjenjivog sadržaja soli (Barboza i Hunziker 1993; Alaria i Peralta 2013; Alaria 2015). Vrste Fabiana imaju karakteristične morfološke prilagodbe: bez lišća ili male listove, fotosintetičke i smolaste stabljike te ravne ili jastučaste navike rasta (Alaria 2015), a igraju važnu ekološku ulogu kao kodominantni grmovi u nekim biljnim zajednicama. Petunia patagonica je ograničena na patagonsku regiju u Argentini, a njen identitet je kontroverzan; prvi put je opisan u Nierembergia Ruiz & Pav. od Spegazzinija (1897.), a zatim ga je Millán (1941.) prenio u Petuniju.

## Vrste
1. Fabiana australis Alaria
2. Fabiana bryoides Phil.
3. Fabiana densa J.Rémy
4. Fabiana denudata Miers
5. Fabiana deserticola Reiche
6. Fabiana fiebrigii Scolnick ex S.C.Arroyo
7. Fabiana foliosa (Speg.) S.C.Arroyo
8. Fabiana friesii Dammer
9. Fabiana imbricata Ruiz & Pav.
10. Fabiana nana (Speg.) S.C.Arroyo
11. Fabiana patagonica Speg.
12. Fabiana peckii Niederl.
13. Fabiana punensis S.C.Arroyo
14. Fabiana squamata Phil.
15. Fabiana stephanii Hunz. & Barboza
16. Fabiana viscosa Hook. & Arn.